# Магнезит (список)
Магнези́т (англ. Magnesite, название по топониму) — в первую очередь, это название широко распространённого рудного магниевого минерала, известного с древности и представляющего собой по составу карбонат магния с расчётной формулой MgCO3. Название минерала происходит от области Магнесия (Фессалия, Греция), где находились самые известные во времена античности разработки. Между тем, в минералогии, а также в смежных ремесленных профессиях под названием магнезит, очевидно связанным с соединениями магния, известны и другие минералы, а также производные (получаемые) из них химические соединения. Некоторые из номинальных «магнезитов» в последнее время считаются окончательно устаревшими или некорректными, так что присутствие такого имени в научных текстах не рекомендуется как вышедшее из употребления или ошибочное.:209 Другие магнезиты закрепились в языке как тривиальное название (техническое или ремесленное) для минералов близких настоящему магнезиту или производных от него. Кроме того, название «Магнезит» носит соответствующая российская компания, занимающаяся производством огнеупоров, в том числе, на основе магнезита.

## Основные минералы и разновидности
- Магнезит[1]:209 — известный с древности рудный минерал белого или желтоватого цвета, по составу карбонат магния, встречается в скрытокристаллической (аморфной) форме. Широко используется для производства огнеупоров, огнеупорного кирпича, вяжущих материалов и в химической промышленности. Считается второй по важности рудой магния.
- Магнезит или горький шпат[2] — кристаллическая форма обычного магнезита, представляет собой прозрачные или полупрозрачные кристаллы ромбоэрической формы.
- Магнезит[1]:209, меершаум или морская пе́нка[3] — устаревшее и не рекомендуемое к научному употреблению название сепиолита, минерала из группы талька и серпентина, по составу — сложного силиката магния с расчётной формулой Mg4(Si6O15)(OH)2•6H2O.
- Магнезит,[3] также асбест[4]:220 или жжёная магнезия — одно из расширительных определений магнезита, актуальное в первой половине XIX века, относившее к этому минеральному виду так называемые тальковые земли,[5] в свою очередь, включающие в себя целый ряд магнезиальных силикатных и силикатно-карбонатных горных пород, содержащих тальк.
- Магнезит или жжёная магнезия — устаревшее или современное техническое название для периклаза,[6]:292 сравнительно редкого минерала, по составу оксида магния с идеальной формулой MgO. В технологии и промышленности магнезитом (периклазом) широко называют искусственно полученную и переплавленную окись магния, сырьё для производства огнеупоров.
- Магнезит (железистый)[7]:240, чаще брейнери́т[8]:258 или мезити́т — актуальное минералогическое название для бо́льшей части так называемых бурых шпатов,[9]:115 железосодержащих минералов из изоморфного ряда магнезита → сидерита с процентным содержанием карбоната железа ниже 50%. К таковым относятся брейнерит и мезитит.

## Галерея магнезитов

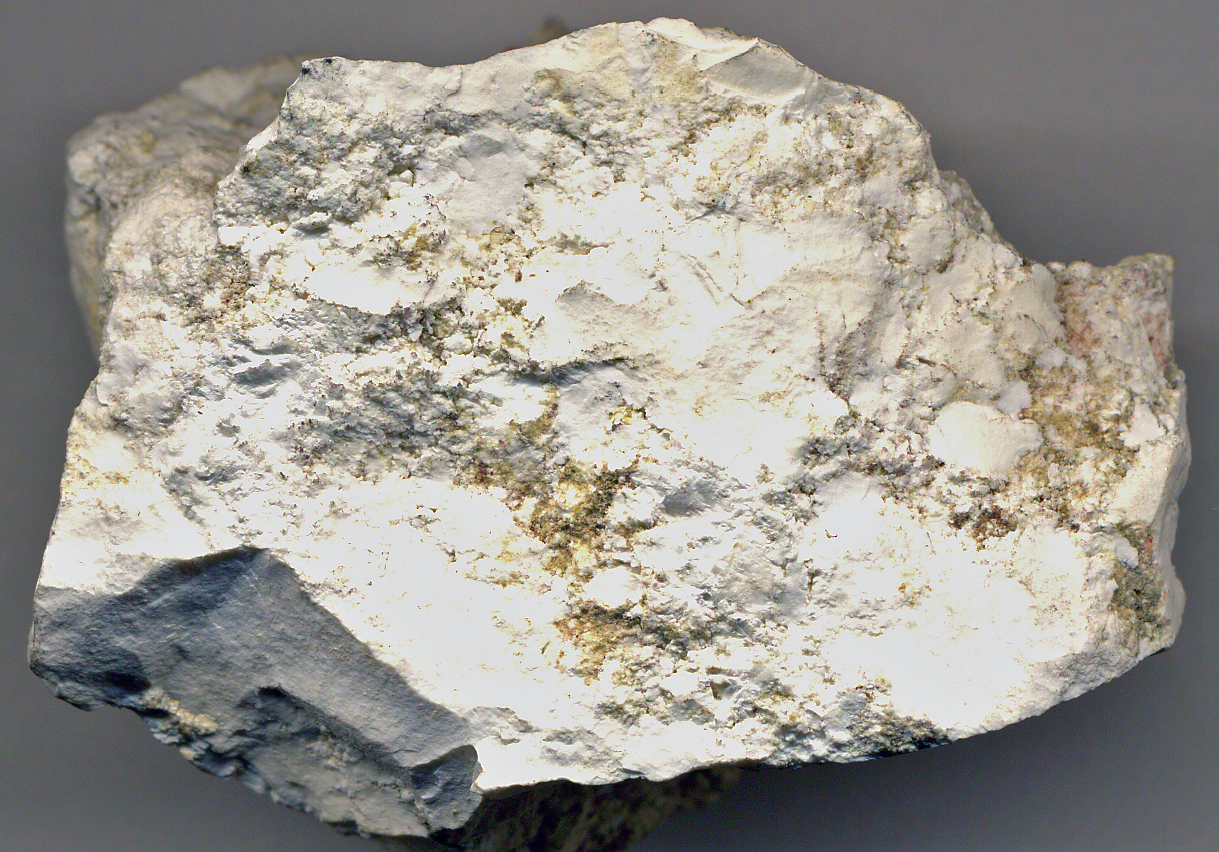
Магнезит
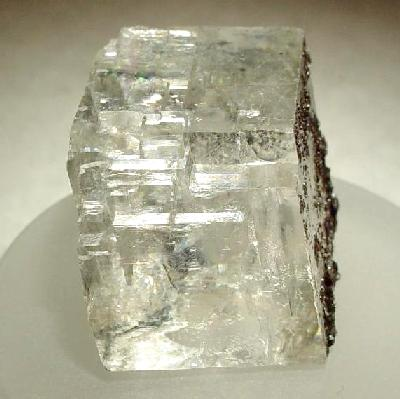
Горький шпат
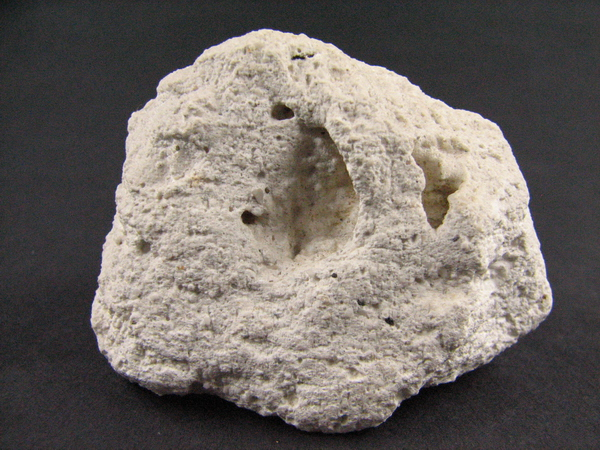
Сепиолит
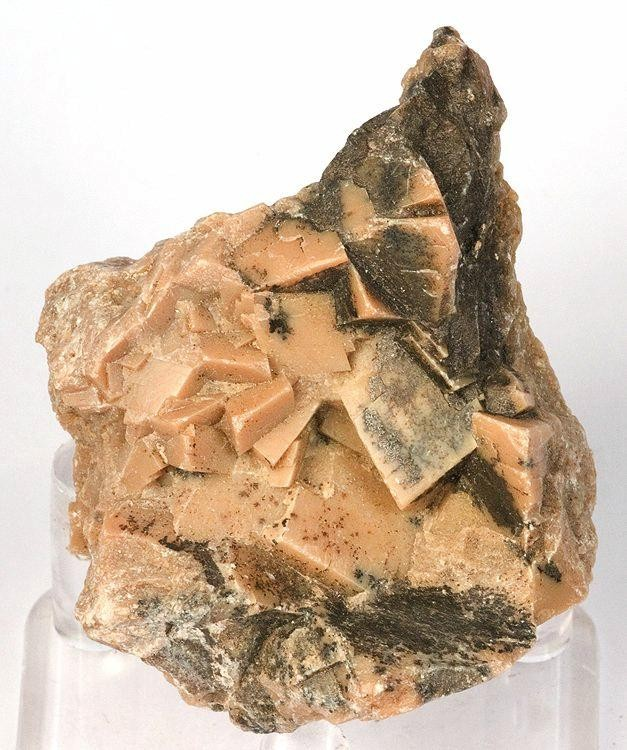
Тальковая земля
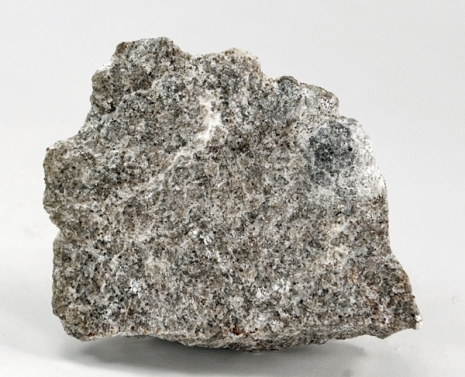
Периклаз
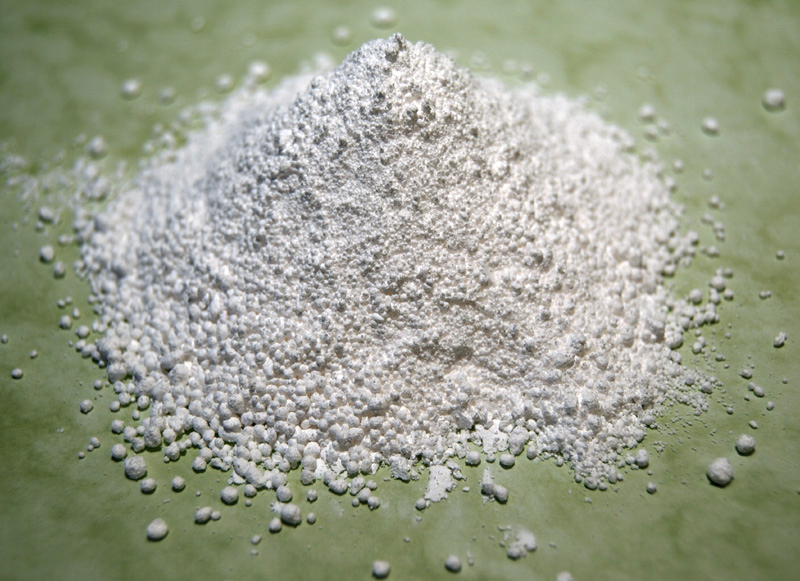
Магнезия
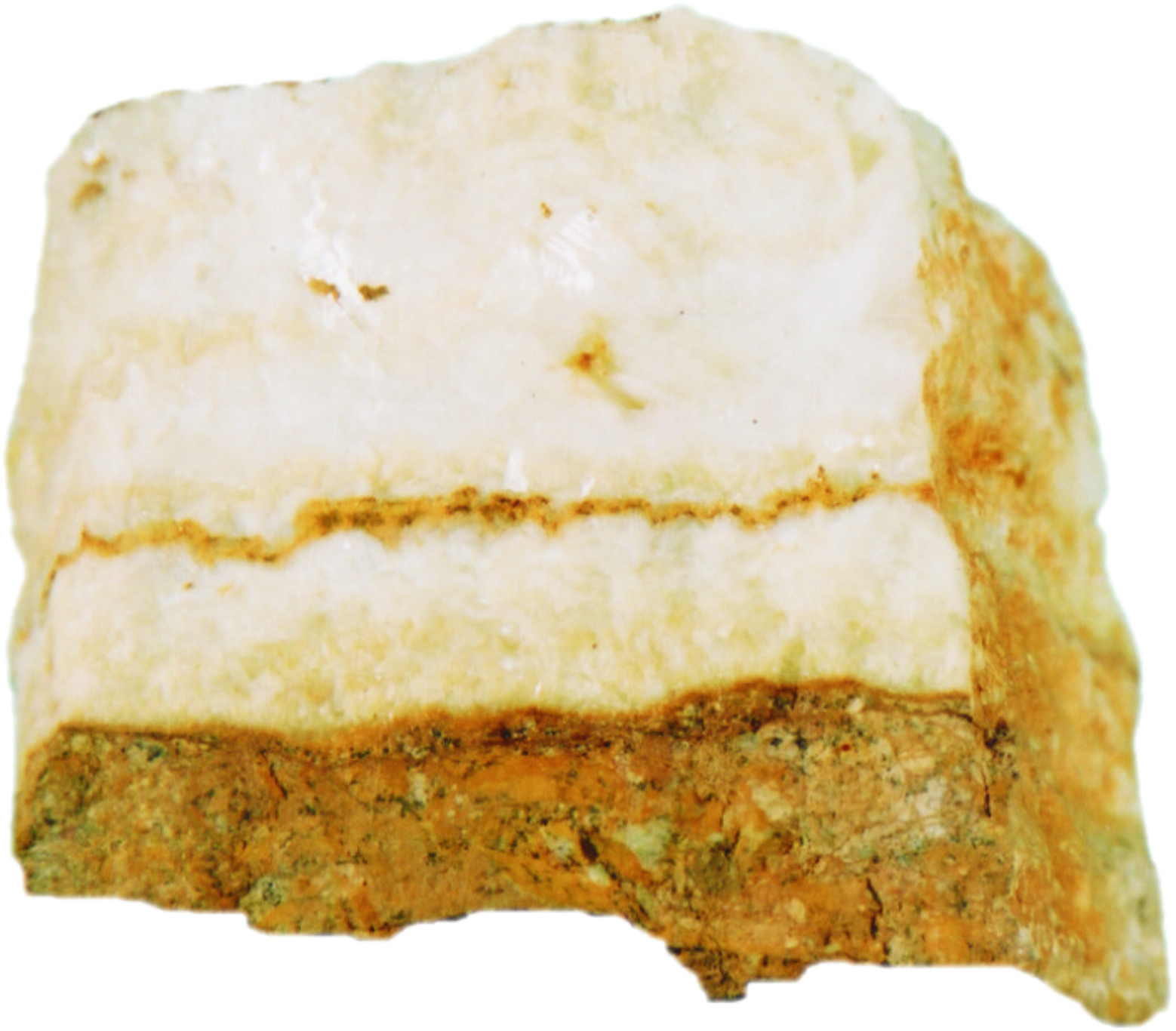
Железистый магнезит
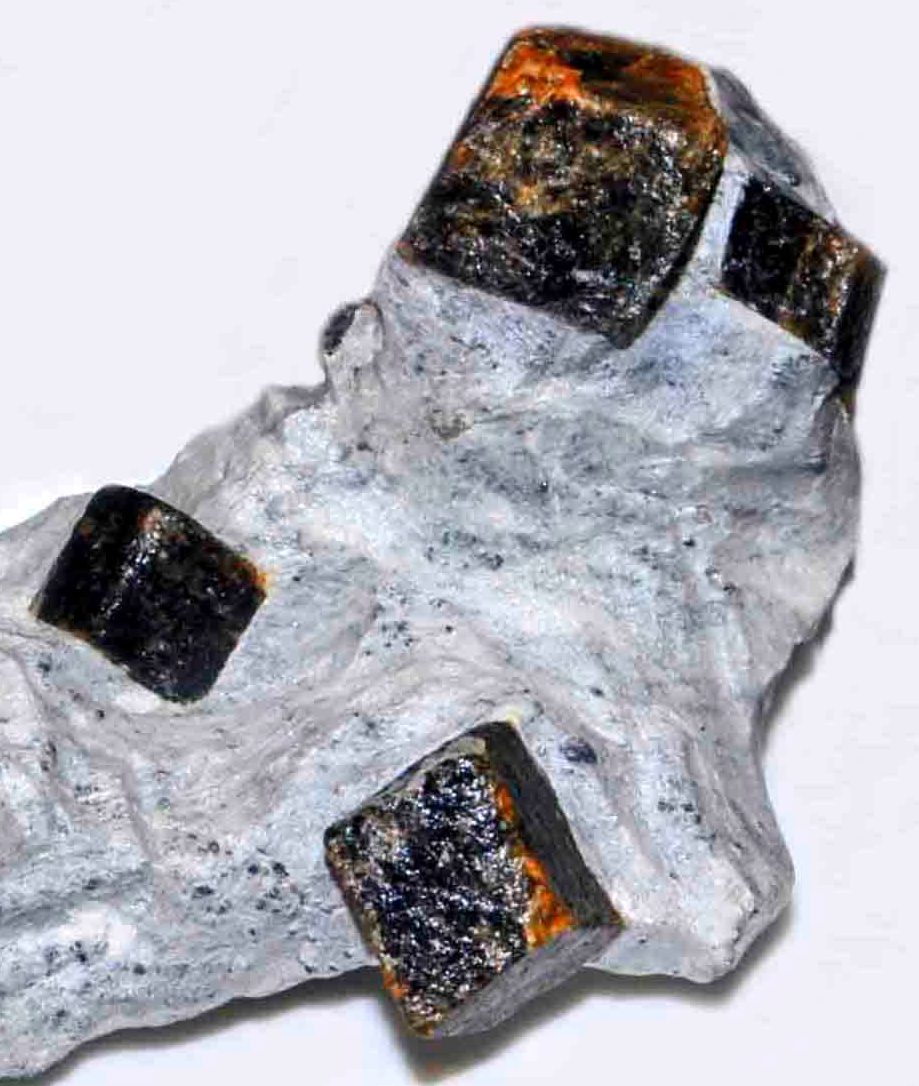
Брейнерит
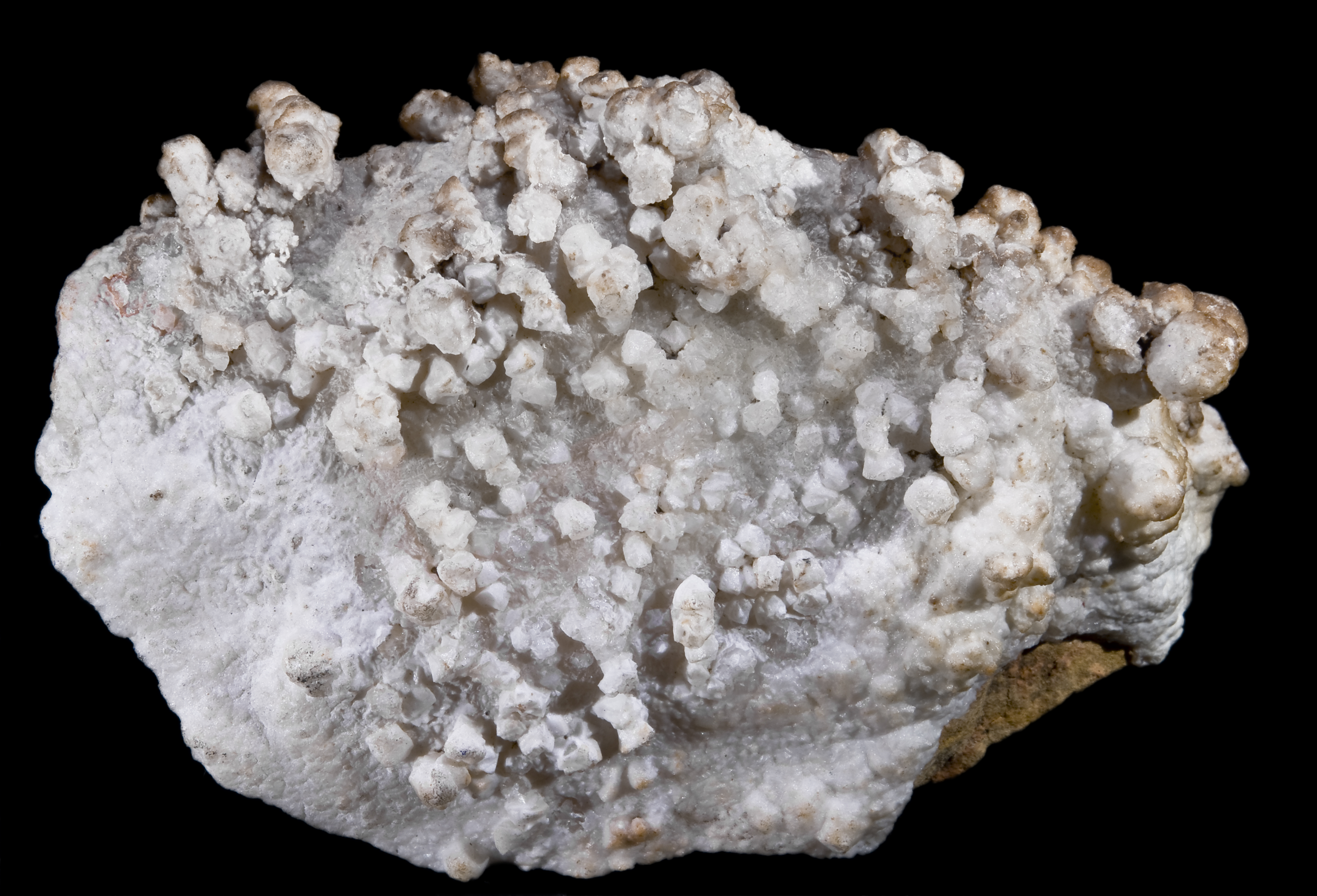
Мезитит